# Grover Cleveland
Stephen Grover Cleveland (Caldwell, 18 de março de 1837 – Princeton, 24 de junho de 1908) foi o 22º e o 24º presidente dos Estados Unidos. Foi o primeiro presidente a servir dois mandatos não-consecutivos (1885–1889 e 1893–1897) e a ser contado duas vezes na numeração de presidentes, e o único até a posse de Donald Trump em 2025 após vencer a eleição de 2024. Ele venceu três eleições para presidente no voto popular – em 1884, 1888, 1892 – e foi o único membro do Partido Democrata a chegar na presidência durante a época de domínio do Partido Republicano que durou de 1861 até 1913.
Cleveland foi o líder do grupo Democratas do Bourbon, que se opunham às altas tarifas, a Prata Livre, inflação, imperialismo e subsídios para os negócios, fazendeiros ou veteranos de guerra. Suas batalhas por reformas políticas e conservadorismo fiscal lhe transformaram no ícone dos conservadores norte-americanos da época. Cleveland foi elogiado por sua honestidade, independência, integridade e comprometimento com os princípios do liberalismo clássico. Ele lutou fortemente contra a corrupção política, clientelismo e caciquismo. Seu prestígio era tão grande que a ala reformista do Partido Republicano, chamada de "Mugwumps", o apoiou em 1884.
Desastre atingiu o país em seu segundo mandato quando o Pânico de 1893 produziu uma enorme depressão nacional que ele não conseguiu reverter. Isso arruinou o Partido Democrata, abrindo caminho para que os republicanos conseguissem a grande maioria dos assentos na Câmara dos Representantes em 1894 e para a confiscação agrária e da prata dos democratas em 1896. O resultado foi uma reforma política que acabou com o Terceiro Sistema de Partidos e deu início ao Quarto Sistema junto com a Era Progressiva.
Cleveland assumiu posições firmes e foi muito criticado. Sua intervenção na Greve da Pullman em 1894 para manter as ferrovias funcionando enfureceu vários trabalhadores por todo o país e o partido em Illinois; seu apoio ao padrão-ouro e oposição a Prata Livre deixou a ala agrária do Partido Democrata alienada. Além disso, críticos reclamaram que ele não tinha imaginação e parecia oprimido pelos desastres econômicos – depressões e greves – que assolavam a nação durante seu segundo mandato. Mesmo assim, sua reputação de honestidade e bom caráter não foi afetada pelos problemas. O biógrafo Allan Nevins escreveu: "em Grover Cleveland a grandeza reside nas qualidades típicas e não nas incomuns. Ele não possuía dotes que milhares de homens não têm. Ele tinha honestidade, coragem, firmeza, independência e senso comum. Porém, tinha-as em um nível que outros homens não têm. No geral, sua presidência é bem avaliada entre acadêmico e historiadores.

## Família e início vida

### Infância e histórico familiar
Stephen Grover Cleveland nasceu em 18 de março de 1837, na cidade de Caldwell, Nova Jérsei, filho de Richard Falley Cleveland e Ann Neal Cleveland. Seu pai era um pastor presbiteriano nascido em Connecticut. Sua mãe era de Baltimore, filha de um dono de livraria. Pelo lado paterno, Cleveland era descendente de ingleses; o primeiro Cleveland chegou nos Estados Unidos em 1635. Pelo lado materno, ele era descendente de protestantes anglo-irlandeses e alemães quakers da Filadélfia. Ele era um parente distante do General Moses Cleaveland, a origem do nome da cidade de Cleveland, Ohio.

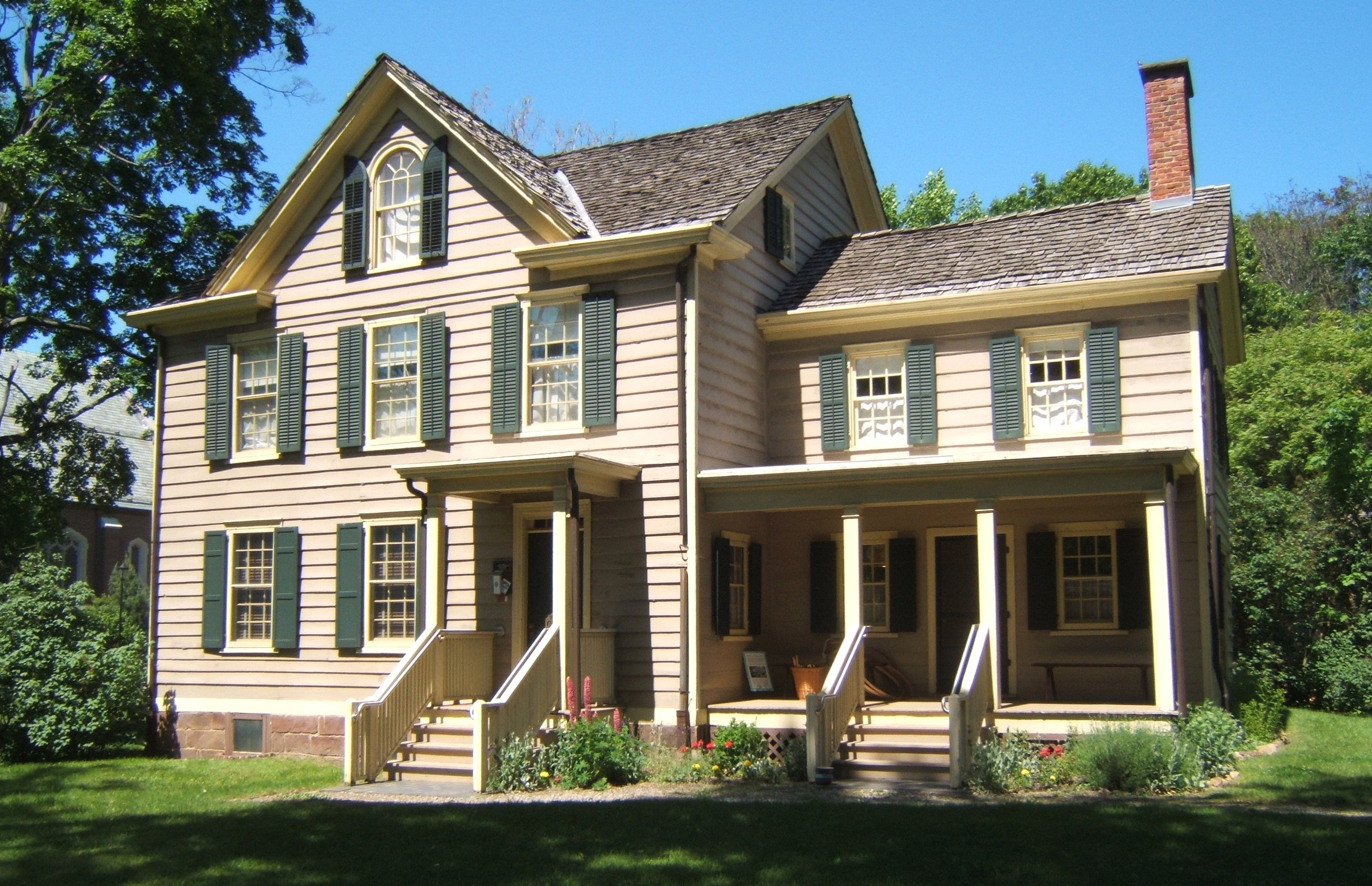
A casa pastoral da Igreja Presbiteriana de Caldwell, local de nascimento de Grover Cleveland

Cleveland, o quinto filho de um total de nove, recebeu o nome de Stephen Grover em homenagem ao primeiro pastor da Primeira Igreja Presbiteriana de Caldwell, porém acabou não usando o nome Stephen em sua vida adulta. Em 1841, a família Cleveland se mudou para Fayetteville, Nova Iorque, onde ele passou a maior parte de sua infância. Os vizinhos mais tarde descreveriam Cleveland como "muito engraçado e com uma inclinação para pregar peças", além de gostar de praticar esportes. Em 1850, seu pai pegou a pastoral de Clinton, Condado de Oneida, Nova Iorque, e eles se mudaram para lá. Eles mudaram-se novamente em 1853 para Holland Patent. Pouco depois, o pai de Cleveland morreu.

### Educação e ida para o oeste
Cleveland estudou na Fayetteville Academy e na Clinton Liberal Academy. Depois da morte de seu pai em 1853, ele deixou a escola e ajudou sua família. No final daquele ano, seu irmão William foi contratado como professor na New York Institute for the Blind, em Nova Iorque, e conseguiu fazer com que Cleveland fosse junto como seu professor assistente. Ele voltou para Holland Patent em 1854. Um idoso em sua igreja se ofereceu para pagar seus estudos se ele prometesse virar pastor, mas Cleveland recusou. Ao invés disso, ele mudou-se para o oeste. Sua primeira parada foi em Buffalo, onde seu tio, Lewis W. Allen, lhe deu um emprego de escritório. Allen era um homem importante em Buffalo, e apresentou seu sobrinho para vários homens influentes, incluindo os parceiros ad firma de advocacia Rogers, Bowen, and Rogers. Cleveland mais tarde virou estagiário na firma, sendo efetivado em 1859.

### Início de carreira e Guerra Civil

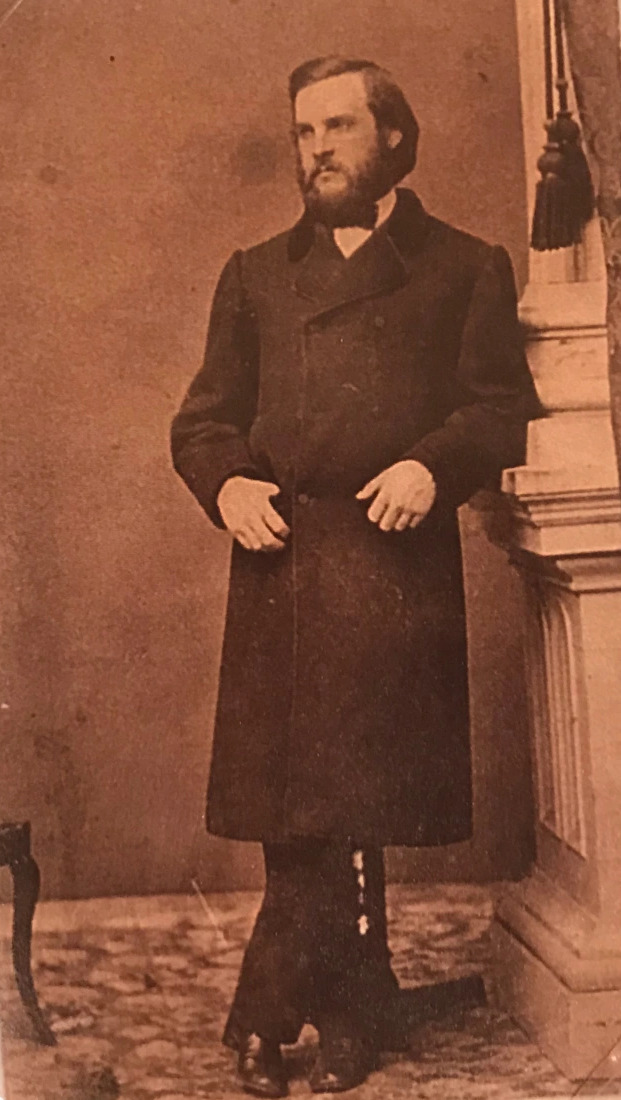
O jovem Grover Cleveland, data desconhecida

Depois de tornar-se advogado, Cleveland trabalhou na Rogers, Bowen, and Rogers por três anos, saindo em 1862 para começar um negócio próprio. Em janeiro de 1863, ele se tornou promotor público do Condado de Erie. Com o início da Guerra Civil Americana, o Congresso passou um ato que forçava homens fisicamente capazes a servirem no exército, ou que contratassem um substituto. Cleveland escolheu a segunda alternativa, pagando a Geroge Benninsky, um imigrante polonês, US$ 150 para lutar em seu lugar. Como advogado, ele tornou-se conhecido por sua obstinação, concentração e dedicação. Em 1866, ele defendeu de forma bem sucedida alguns participantes dos ataques fenianos. Em 1868, ele chamou alguma atenção ao defender, novamente de forma bem sucedida, um caso de difamação contra o editor do Commercial Advertiser, um jornal de Buffalo. Nesse período, Cleveland viveu em uma simples pensão; ele continuou a ajudar sua mãe e suas irmãs, mesmo com sua renda tendo crescido a ponto dele poder pagar por uma vida mais confortável. Apesar de seus aposentos pessoais serem austeros, ele tinha uma vida social ativa e gostava de frequentar hotéis e saloons.

## Carreira política em Nova Iorque

### Xerife do Condado de Erie
Desde o início de seu envolvimento na política, Cleveland aliou-se ao Partido Democrata. Em 1865, ele concorreu a promotor do distrito, perdendo por uma pequena margem para seu amigo e colega de quarto Lyman K. Bass, o candidato Republicano. Cleveland então afastou-se da política até 1870, quando, com a ajuda de seu amigo Oscar Folsom, ele conseguiu a candidatura Democrata a xerife do Condado de Erie. Aos trinta e três anos, Cleveland foi eleito com 303 votos de diferença para o segundo colocado, assumindo o cargo em 1 de janeiro de 1871. Apesar disso tê-lo afastado da advocacia, foi recompensador de diversas maneiras: o salário acredita-se que chegava a US$ 40 mil (US$ 800 mil em valores atuais) durante o mandato de dois anos. O incidente mais conhecido de seu mandato aconteceu em 6 de setembro de 1872, envolvendo a execução de Patrick Morrissey, condenado pelo assassinato de sua própria mãe. Como xerife, Cleveland era responsável por realizar a execução ou pagar US$ 10 para que um delegado realizasse a tarefa. Ele, apesar de reservas sobre o enforcamento, decidiu cumprir seu dever pessoalmente. Ele acabou enforcando outro assassino, John Gaffney, em 14 de fevereiro de 1873.
Ao fim de seu mandato como xerife, Cleveland voltou a advocacia, abrindo uma firma com Bass e Wilson S. Bissell. Bass não ficou muito tempo na firma, sendo eleito para o Congresso dos Estados Unidos em 1873, mas Cleveland e Bissell acabaram chegando ao topo da comunidade de advogados de Buffalo. Até esse momento, a carreira política de Cleveland havia sido honrosa mas pouco notável. Como o biógrafo Allan Nevins escreveu, "provavelmente ninguém no condado, em 4 de março de 1881, imaginava que quatro anos depois esse advogado robusto, simples e limitado de Buffalo estaria em Washington e prestando o juramento para presidente dos Estados Unidos".

### Prefeito de Buffalo
Na década de 1870, o governo de Buffalo havia ficado muito corrupto, com o clientelismo Democrata e Republicano cooperando para partilhar os espólios. Em 1881, quando os Republicanos indicaram uma chapa de políticos com uma reputação particularmente desonesta, os Democratas viram uma oportunidade para conseguir os votos de Republicanos insatisfeitos ao indicar um candidato mais honesto. Os líderes do partido abordaram Cleveland, que concordou em concorrer a Prefeito de Buffalo apenas se o resto de chapa tivesse sua aprovação. Quando políticos Democratas notórios ficaram de fora da chapa, Cleveland aceitou a indicação. Ele foi eleito prefeito com 15 120 votos contra 11 528 de Milton C. Beebe, o candidato Republicano. Cleveland assumiu o cargo em 2 de janeiro de 1882.
O mandado de Cleveland como prefeito foi passado combatendo os entrincheirados interesses do clientelismo dos dois partidos. Entre as ações que estabeleceram sua reputação foi um veto contra um projeto de lei para limpeza pública aprovado pelo Conselho Comum. O contrato era aberto a licitações, e o Conselho escolheu a proposta mais cara, ao invés da mais barata, por causa das conexões políticas do proponente. Apesar desse enxerto bipartidário ter sido tolerado em Buffalo antes, Cleveland não aceitava, e respondeu o veto com uma mensagem contundente: "Eu considero isso como a culminação de um esquema descarado, insolente e sem vergonha para trair os interesses do povo, pior do que desperdiçar dinheiro público". O Conselho voltou atrás e deu o contrato ao proponente mais barato. Por isso, e vários outros atos para resguardar o dinheiro público, a reputação de Cleveland como político honesto espalhou-se para além do Condado de Erie.

### Governador

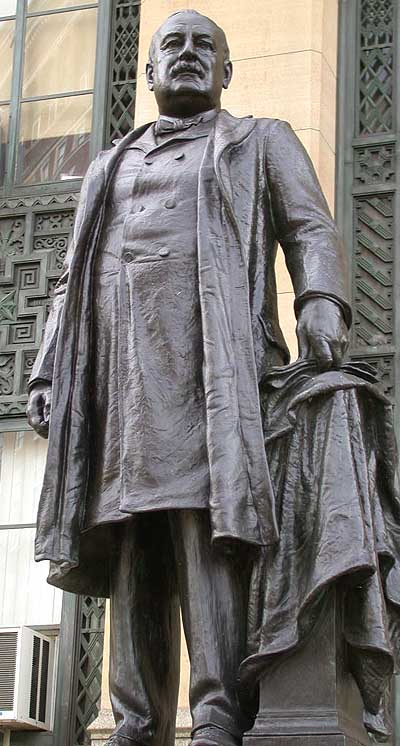
Estátua de Cleveland do lado de fora da prefeitura de Buffalo

Enquanto a reputação de Cleveland crescia, os oficiais Democratas do estado começaram a considerá-lo como um possível candidato a governador. Daniel Manning, um membro do partido que admirava Cleveland, defendeu sua candidatura. Com uma divisão no Partido Republicano, 1882 parecia ser um ano Democrata, e havia vários competidores para a candidatura. Os dois principais eram Roswell P. Flower e Henry Warner Slocum, porém suas facções entraram em um impasse, e a convenção não decidia-se entre os dois. Cleveland, em terceiro lugar na primeira votação, ganhou apoio nas votações subsequentes e acabou conseguindo a indicação. Os Republicanos continuaram divididos, e na eleição Cleveland saiu vitorioso, com 535 318 votos contra os 342 464 de Charles J. Folger. Sua margem de vitória foi, na época, a maior da história de Nova Iorque, e os Democratas também conseguiram a maioria nas câmaras do senado e assembleia estadual.
Continuando sua oposição a gastos excessivos, Cleveland enviou as duas câmaras estaduais oito vetos nos dois primeiros meses de seu mandato. Seu primeiro veto para chamar a atenção foi um projeto de lei para reduzir as tarifas do metrô de Nova Iorque para cinco centavos. A projeto tinha amplo apoio porque o dono dos trens, Jay Gould, era pouco popular. Cleveland achava o projeto injusto – Gould havia assumido as ferrovias quando elas estavam falidas e as havia transformado em um sistema funcional novamente. Além disso, ele acreditava que a alteração violaria a Cláusula Contratual da Constituição dos Estados Unidos. Apesar da inicial falta de popularidade da medida, os jornais elogiaram o veto. Theodore Roosevelt, então membro da Assembleia Estadual, disse que, apesar de achar que o projeto de lei era errado, ele votou a favor como um modo de punir os inescrupulosos barões das ferrovias. Após o veto, Roosevelt voltou atrás, assim como a maioria dos legisladores, e o veto foi mantido.

Os modos honestos e diretos de Cleveland lhe deram grande apoio popular, mas também lhe ganharam a inimizade de certas facções de seu próprio partido, especialmente a organização Tammany Hall da cidade de Nova Iorque. Tammany, com seu chefe John Kelly, não havia apoiado a indicação de Cleveland a governador, e passaram a desgostar dele ainda mais após Cleveland ter abertamente se oposto a reeleição de um de seus senadores. A perda do apoio da Tammany foi equilibrada pelo apoio de Roosevelt e outros Republicanos que o ajudaram a aprovar várias leis que reformaram os governos municipais.

## Eleição de 1884

### Indicação para presidente

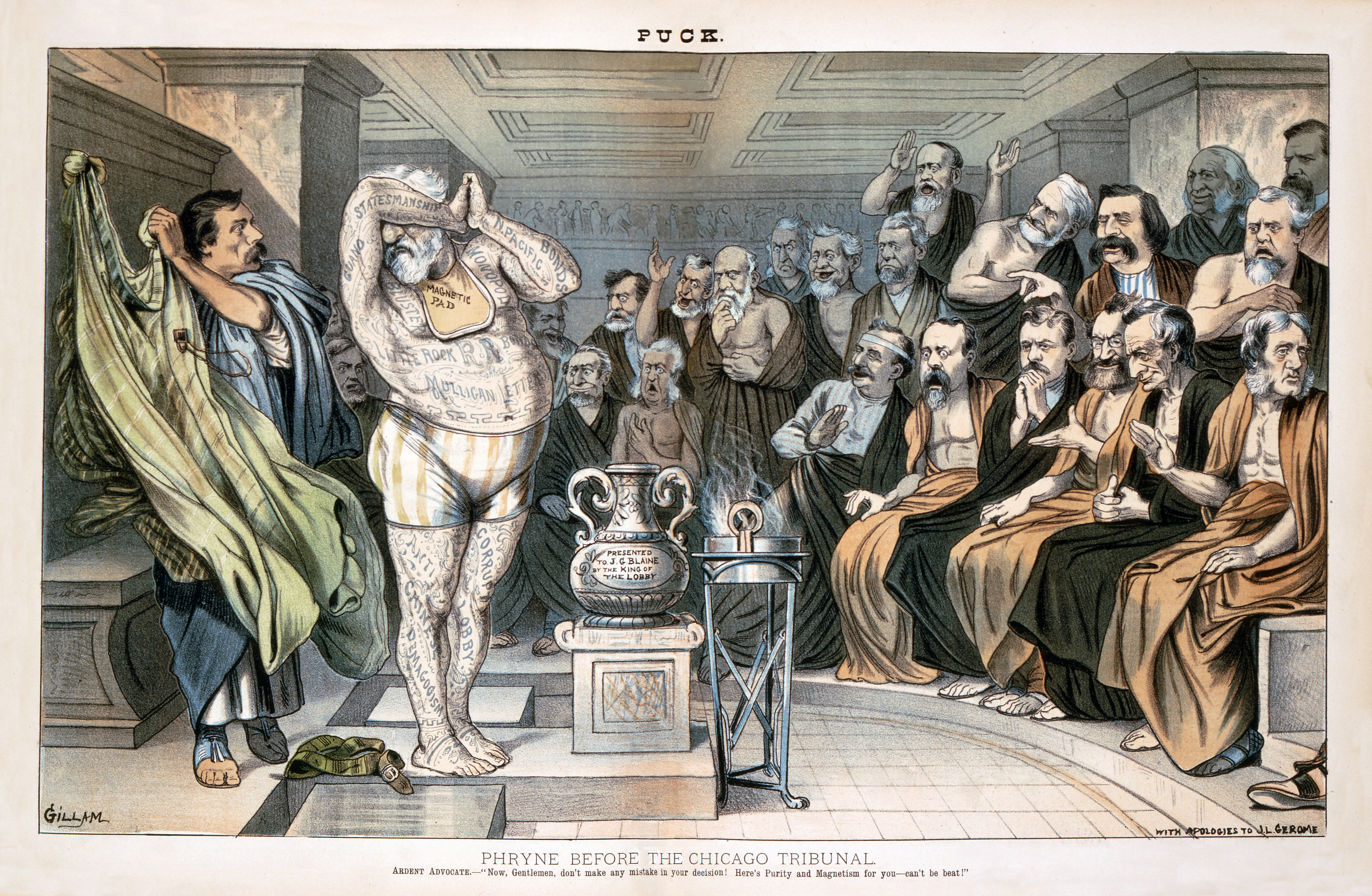
Uma caricatura antiBlaine o mostra como um "homem tatuado" com vários escândalos

Os Republicanos reuniram-se em Chicago e, após quatro votações, indicaram o ex-presidente da Câmara dos Representantes James G. Blaine do Maine para presidente. A indicação de Blaine alienou muitos membros do partido, que o viam como alguém ambicioso e amoral. Se um candidato correto fosse escolhido, os líderes do partido Democrata viam a escolha dos Republicanos como uma oportunidade de tomar de volta a Casa Branca pela primeira vez desde 1856.
Dentre os Democratas, Samuel J. Tilden era o favorito, tendo sido a indicação do partido para a controversa eleição de 1876. Porém, Tilden não estava bem de saúde e, após ter recusado a indicação, seus apoiadores foram para outros candidatos. Cleveland estava entre os favoritos inicialmente, mas Thomas F. Bayard de Delaware, Allen G. Thurman de Ohio, Samuel Freeman Miller de Iowa e Benjamin Franklin Butler de Massachusetts também tinham apoios consideráveis. Cada candidato tinha obstáculos para sua indicação: Bayard havia falado em favor da secessão em 1861, tornando-o inaceitável para os nortenhos; Butler, ao contrário, era insultado no sul por suas ações durante a guerra civil; Thurman era de forma geral bem quisto, mas estava ficando velho e enfermo, e suas opiniões sobre a questão da prata ainda eram incertas. Cleveland também tinha detratores – a Tammany ainda se opunha a ele – porém a natureza de seus inimigos lhe fez mais amigos. Cleveland liderou a primeira votação, com 392 votos de um total de 820. Na segunda votação, a Tammany apoiou Butler, porém o resto dos representantes foram para o lado de Cleveland, que conseguiu a indicação. Thomas A. Hendricks de Indicana foi escolhido como seu running mate.

### Campanha contra Blaine
A corrupção foi o tema central da eleição, e a reputação de Cleveland como um oponente da corrupção foi o ponto mais forte dos Democratas. Os "Mugwumps", Republicanos reformistas, denunciaram Blaine como corrupto e aliaram-se a Cleveland. Os Mugwumps, que tinham homens como Carl Schurz e Henry Ward Beecher, estavam mais preocupados com a moralidade do que com o partido, e acharam que Cleveland era uma pessoa que promoveria uma reforma civil e lutaria pela eficiência do governo. Ao mesmo tempo que os Democratas ganhavam o apoio dos Mugwumps, eles perdiam o apoio de trabalhadores de colarinho azul para o Partido Greenback, liderado pelo ex-Democrata Benjamin Butler.
A campanha também focou-se nas personalidades dos candidatos, já que os apoiadores de cada um atacavam o oponente com calúnias. Os apoiadores de Cleveland refizeram as alegações de que Blaine havia influenciado legislações a favor da Little Rock and Fort Smith Railroad e Union Pacific Railroad corruptamente, e que mais tarde lucrou com a venda de títulos que ele tinha nas duas companhias. Apesar das histórias dos favores de Blaine para as ferrovias terem sido notícia oito anos antes, desta vez correspondências suas foram encontradas, deixando suas negações menos plausíveis. Em uma das piores correspondências para Blaine, ele havia escrito "Queime esta carta", dando aos Democratas a frase final de seu grito de guerra, "Blaine, Blaine, James G. Blaine, o mentiroso continental do estado do Maine, 'Queime esta carta!'".

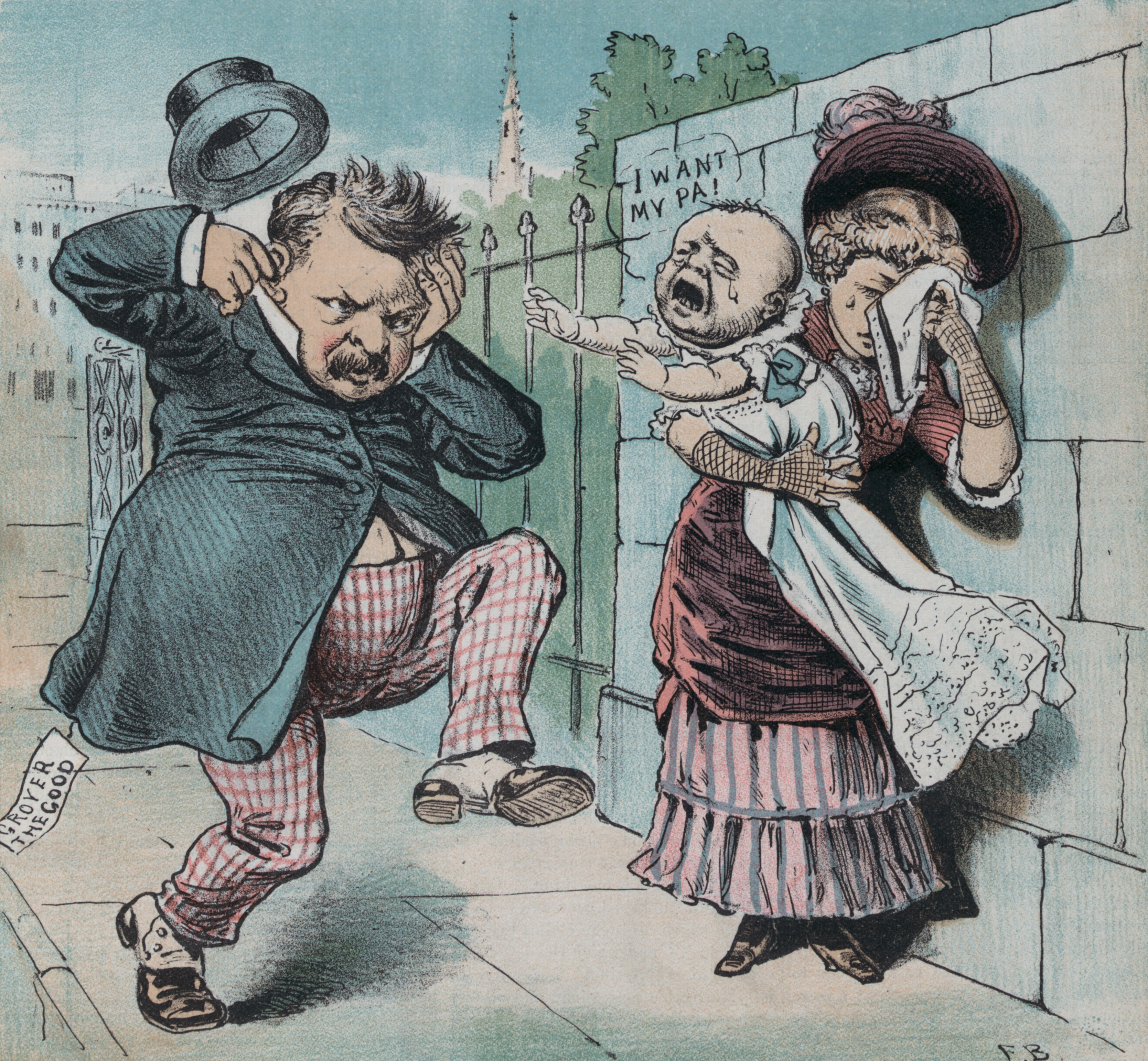
Uma caricatura antiCleveland destacando o escândalo Halpin

Para combater a imagem de moralidade superior que Cleveland tinha, os Republicanos descobriram que ele havia gerado um filho ilegítimo quando ainda era um advogado em Buffalo, e começaram a cantar "Ma, Ma, cadê o meu Pa?". Quando confrontado com o escândalo, a instrução de Cleveland para sua equipe de campanha foi: "Contem a verdade". Ele admitiu estar pagando pensão alimentícia desde 1874 a Maria Crofts Halpin, a mulher que afirmava ter dado a luz a uma criança chamada Oscar Folsom Cleveland. Halpin estava envolvida com vários homens na época, incluindo Oscar Folsom, amigo e parceiro de negócios de Cleveland, para quem a criança também foi nomeada. Cleveland não sabia quem era o pai, mas acredita-se ter assumido a responsabilidade porque era o único solteiro entre eles.

Resultados da eleição de 1884

Os dois candidatos acreditavam que os estados de Nova Iorque, Nova Jérsei, Indiana e Connecticut determinariam a eleição. Em Nova Iorque, os Democratas da Tammany, depois de vacilarem, decidiram que ganhariam muito mais apoiando um Democrata de que não gostavam do que um Republicano que nada faria por eles. Blaine achava que conseguiria mais apoio dos irlando-americanos do que os Republicanos costumavam ter; apesar da população irlandesa ser em sua maioria Democrata, no século XIX, a mãe de Blaine era uma irlandesa católica e ele havia apoiado a Irish National Land League enquanto ainda era secretário de estado. Os irlandeses, um grupo significativo em três dos swing states, pareciam inclinados a apoiar Blaine até que um de seus apoiadores, Samuel D. Burchard, ter discursado denunciando os Democratas como "Rum, romanismo e rebelião". Os Democratas espalharam esse insulto nos dias que precederam a eleição, e Cleveland venceu por uma pequena margem nos quatro estados, com a vitória em Nova Iorque vindo com uma diferença de cem votos. Apesar do voto popular ter sido próximo, com Cleveland vencendo com apenas um quarto de um por cento, no colégio eleitoral ele venceu com 219 a 182. Após a vitória, a frase "Ma, Ma..." ganhou a famosa retórica "Fui para a Casa Branca. Ha! Ha! Ha!".

## Primeira presidência (1885–1889)

### Reforma

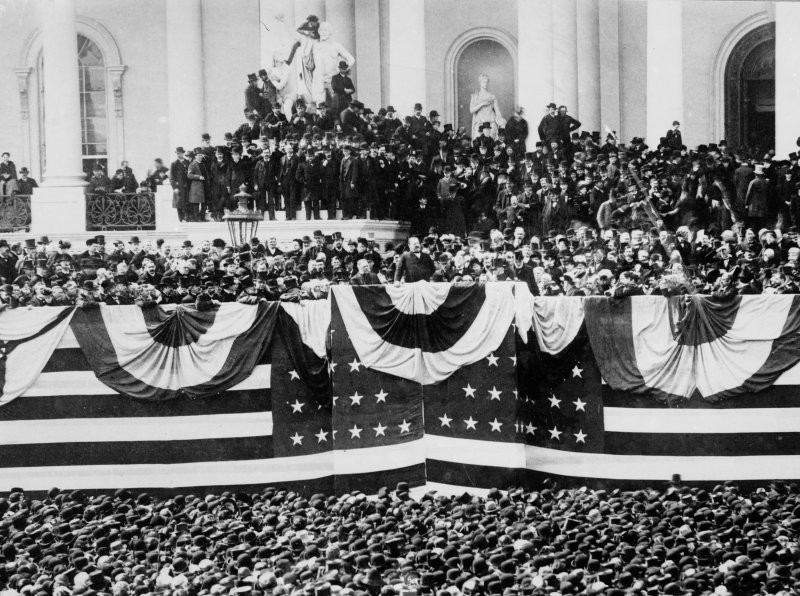
Cleveland fazendo seu discurso de posse em 4 de março de 1885

Pouco após assumir o cargo, Cleveland enfrentou a tarefa de preencher todos as posições governamentais que o presidente tinha o poder de nomear. Essas posições eram comumente preenchidas pelo spoils system, porém Cleveland anunciou que não demitiria os Republicanos que estavam desempenhando bem seu cargo, e não nomearia ninguém baseado apenas em serviços ao partido. Ele também usou seus poderes para reduzir o número de empregados federais, já que muitos departamentos haviam ficado lotados com servidores políticos. Mais tarde em seu mandato, após os Democratas terem ficado irritados por serem excluídos, Cleveland começou a substituir Republicanos por membros de seu partido. Apesar de algumas de suas decisões terem sido influenciadas pelos interesses do partido, ele nomeou mais pessoas por mérito do que seus predecessores.
Cleveland também reformou outras partes do governo. Em 1887, ele assinou uma lei criando a Interstate Commerce Commission. Ele e William Collins Whitney, Secretário da Marinha, comprometeram-se a modernizar a marinha e cancelar contratos de construção que haviam resultado em embarcações de qualidade inferior. Cleveland enfureceu investidores ferroviários ao ordenar uma investigação em terras que eles mantinham por concessão do governo. Lucius Q. C. Lamar, Secretário do Interior, afirmou que os direitos de passagem dessas terras voltaram ao governo porque as ferrovias não expandiram suas linhas de acordo com o que havia sido estipulado. As terras foram eventualmente confiscadas.

### Vetos
Cleveland enfrentou um senado com maioria Republicana e frequentemente usava seu poder de veto. Ele vetou centenas de projetos de lei para pensões privadas a veteranos da Guerra de Secessão, achando que o Congresso não deveria anular a decisão do Pension Bureu, que havia rejeitado as pensões. Quando o Congresso, pressionado pelo Grande Exército da República, aprovou um projeto de lei garantindo pensões para desabilidades que não foram causadas por serviço militar, Cleveland também exerceu seu veto. Cleveland foi até aquele momento o presidente que mais exerceu seus poderes de veto. Em 1887, ele emitiu seu veto mais famoso, o do Projeto de Lei das Sementes do Texas. O Congresso havia apropriado dez mil dólares para comprar sementes de fazendeiros do Texas após uma seca ter arruinado várias plantações do estado. Cleveland vetou o gasto. Em sua mensagem ele afirmou:
| “ | Não consigo encontrar justificativa para tal apropriação da Constituição, e não acredito que o poder e dever do governo federal deveria ser estendido para o alívio de sofrimentos individuais que de nenhuma forma estão relacionados ao benefício ou serviço público. Eu acredito que a tendência para desconsiderar a missão limitada deste poder e do direito deveria ser resistida firmemente, afim de que a lição que deve ser constantemente reforçada é de que, através do apoio público ao governo, o governo não deve apoiar o povo. A simpatia e caridade de nossos compatriotas sempre pode ser invocada para aliviar a desgraça de seus concidadãos. Isto tem sido demonstrado recentemente e em repetidas vezes. Auxílio federal em tais casos encoraja a expectativa de cuidado paternal por parte do governo e enfraquece a firmeza de nosso caráter nacional, enquanto impede a indulgência entre nosso povo daquele sentimento bondoso e conduta que fortalece a fraternidade comum. | ” |

### Prata
Uma das questões mais delicadas da década de 1880 era se a moeda deveria ser avaliada por ouro e prata ou apenas por ouro. A questão dividia os partidos, com os Republicanos do oeste e os Democratas do sul se unindo em favor da livre cunhagem de prata, enquanto os Republicanos e Democratas do nordeste apoiavam o padrão-ouro. Pela prata valer menos que seu equivalente legal em ouro, os contribuintes pagavam suas contas em prata, porém os credores internacionais exigiam pagamento em ouro, criando um esgotamento do ouro nacional.
Cleveland e Daniel Manning, Secretário do Tesouro, firmemente apoiavam o padrão-ouro e tentaram reduzir a quantidade de prata que o governo era forçado a cunhar pelo Ato Bland-Allison de 1878. Isso enfureceu os ocidentais e os sulistas que defendiam dinheiro mais barato para ajudar seus eleitores mais pobres. Em resposta, Richard P. Bland, um dos maiores defensores da prata, apresentou um projeto de lei em 1886 que exigira que o governo cunhasse quantidades ilimitadas de prata, inflando a moeda em deflação. Apesar da proposta de Bland ter sido derrotada, o mesmo aconteceu com o projeto de lei que a administração preferia, que retiraria quaisquer exigências de cunhagem de prata. O resultado manteve o status quo e adiou a resolução sobre a Prata Livre.

### Taxas alfandegárias
Outra questão financeira controversa da época eram a taxa alfandegária. Apesar de não ter sido um dos principais pontos de sua campanha, Cleveland partilhava a opinião da maioria dos Democratas: a taxa tinha de ser reduzida. A maioria dos Republicanos eram a favor de altas taxas para proteger as indústrias norte-americanas. As taxas alfandegárias norte-americanas eram altas desde a Guerra de Secessão e, por volta da década de 1880, elas estavam dando tanto lucro que o governo apresentava um superávit.
Em 1886, um projeto de lei para reduzir a taxa foi derrotado por uma pequena margem na Câmara dos Representantes. A questão da taxa foi enfatizada nas eleições para o Congresso, e os defensores do protecionismo cresceram. Mesmo assim, Cleveland continuou a defender uma reforma na taxa. Enquanto o superávit crescia, ele e os reformistas pediram uma tarifa apenas para receitas. Sua mensagem ao Congresso em 1887 (citada a esquerda) falava da injustiça de tirar mais dinheiro das pessoas do que o governo precisava para operar seus gastos. Os Republicanos e Democratas protecionistas, como Samuel J. Randall, acreditavam que as indústrias iriam falir sem as taxas altas e continuaram a se opor aos reformistas. O presidente do Comitê sobre Formas e Meios, Roger Q. Mills, propôs um projeto de lei que diminuiria a carga tarifária de 47% a por volta de 40%. O projeto de lei foi aprovado após significativos esforços por parte de Cleveland e seus aliados. Porém, o Senado Republicano não conseguiu chegar a um acordo com a Câmara dos Representantes, e o projeto de lei morreu no comitê de conferência. A disputa sobre a taxa seria discutida na eleição de 1888.

### Política internacional
Cleveland era um não-intervencionista que fez campanha contra a expansão do imperialismo. Ele recusou-se a apoiar o tratado do Canal da Nicarágua da administração anterior, e de forma geral era menos expansionista nas relações exteriores. Seu Secretário de Estado, Thomas F. Bayard, negociou com Joseph Chamberlain do Reino Unido sobre o direito de pesca em águas canadenses, adotando um tom conciliatório, apesar da oposição dos senadores Republicanos da Nova Inglaterra. Cleveland também retirou de consideração do senado o tratado da Conferência de Berlim, que garantia um acesso dos interesses norte-americanos no Congo.

### Direitos civis
Como um crescente número de nortenhos e quase todos os sulistas, Cleveland via a Reconstrução dos Estados Unidos como um experimento que havia falhado, e estava relutante em usar seu poder federal para impor a Décima Quinta Emenda constitucional, que garantia o direito de voto para os afro-americanos. Ele inicialmente não nomeou nenhum negro para trabalhos de clientelismo, mas permitiu que Frederick Douglass continuasse como guardião dos registros em Washington. Quando Douglas renunciou, Cleveland nomeou outro negro para o trabalho.
Apesar de Cleveland ter condenado os "ultrajes" contra imigrantes chineses, ele acreditava que os chineses não estavam dispostos a se assimilar na sociedade. Bayard negociou a extensão do Ato de Exclusão dos Chineses, e o presidente pediu para o Congresso aprovar o Ato Scott, escrito por William Lawrence Scott, que impediria que imigrantes chineses que haviam deixado os Estados Unidos voltassem no futuro. O projeto de lei foi facilmente aprovado nas duas câmaras dos Congresso, e Cleveland assinou a lei em 1 de outubro de 1888.

### Política com os índios

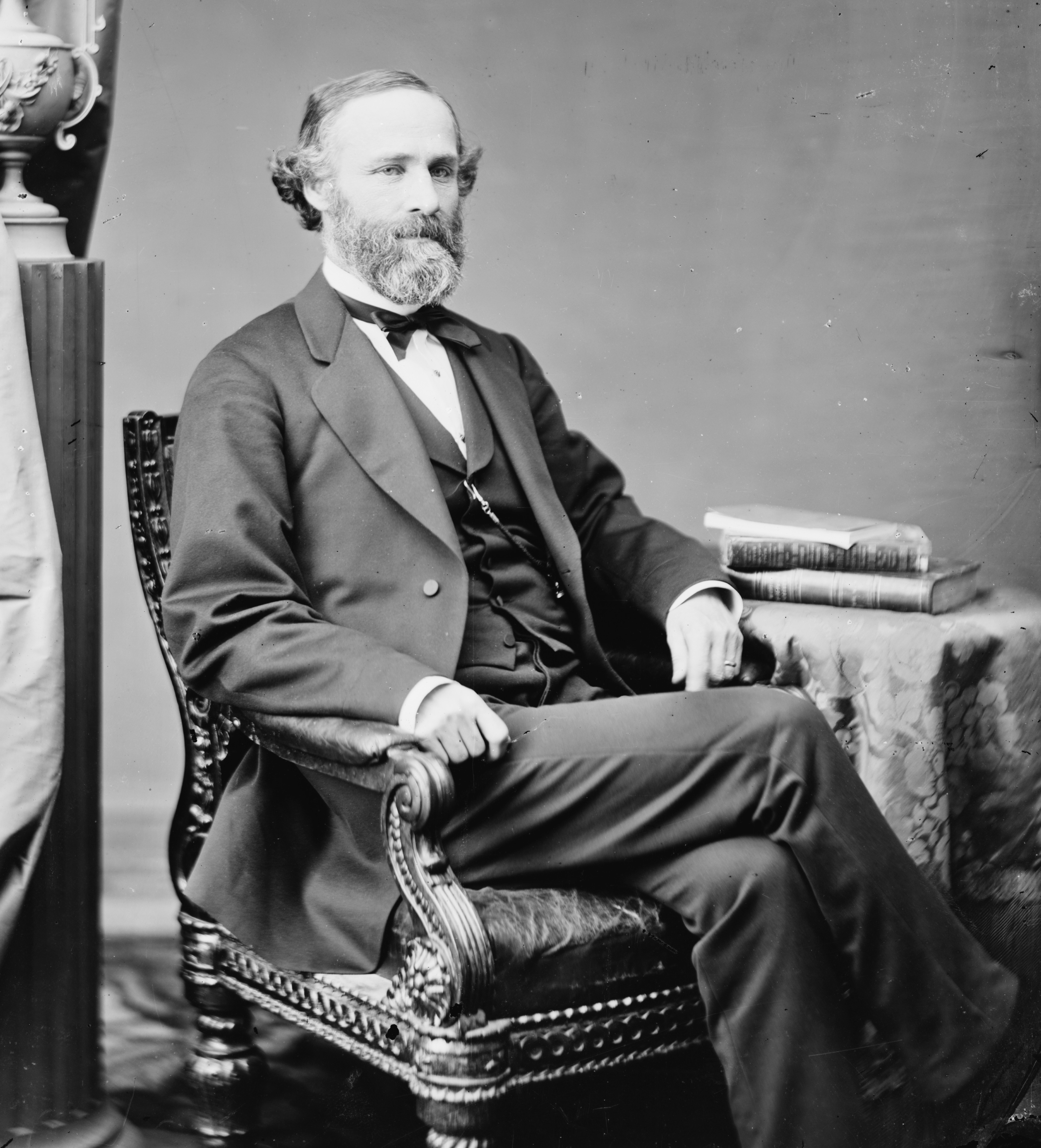
Henry L. Dawes escreveu o Ato Dawes

Cleveland via os nativo americanos como se estivessem sob a tutela do estado, afirmando em seu discurso de posse que "essa proteção envolve, de nossa parte, esforços para melhorar suas condições e reforçar seus direitos". Ele encorajava a ideia de assimilação cultural, defendendo a aprovação do Ato Dawes, que garantia a distribuição de terras indígenas individualmente para os membros das tribos, ao invés delas continuarem a serem mantidas pelo estado em nome das tribos. Apesar de uma conferência formada pelos líderes indígenas ter apoiado a lei, a maioria dos nativo americanos discordava dela. O presidente acreditava que o Ato Dawes tiraria os nativos da pobreza e encorajaria sua assimilação na sociedade norte-americana. Entretanto, seu resultado na verdade enfraqueceu os governos tribais ao permitir que indivíduos vendessem suas terras e mantivessem o dinheiro.
Um mês antes da posse de Cleveland, o presidente Chester A. Arthur, através de uma ordem executiva, abriu quatro milhões de acres de áreas indígenas Ho-Chunk e Crow Creek no Território de Dakota para colonização. Dezenas de milhares de colonos se juntaram nas fronteiras dessas terras em questão e prepararam-se para tomar posse. Cleveland acreditava que as ações de Arthur eram violações dos tratados em vigor com as tribos, anulando a ordem e 17 de abril de 1885 e mandando os colonos de volta a seus territórios. O presidente enviou uma tropa do exército para garantir a execução dos tratados, e ordenou que o General Philip Sheridan investigasse a situação.

### Casamento e filhos

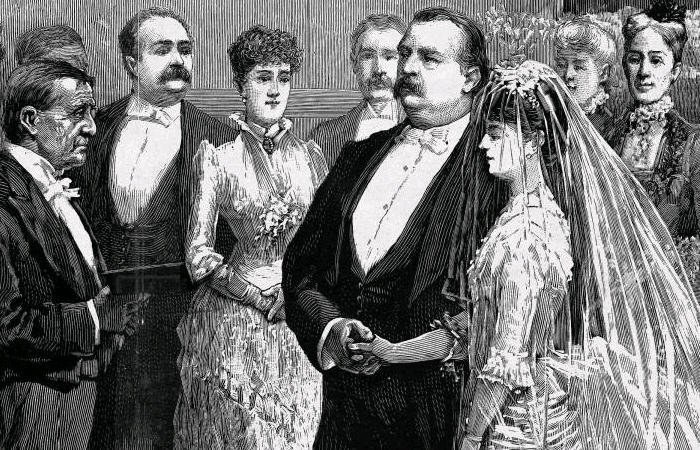
Desenho do casamento de Grover Cleveland com Frances Folsom no Salão Azul da Casa Branca

Cleveland tomou posse como presidente ainda solteiro. Rose Cleveland, sua irmã, mudou-se para a Casa Branca com ele e serviu como anfitriã pelos dois primeiros anos de mandato. Em 1885, a filha de Oscar Folsom, amigo de Cleveland, visitou o presidente na Casa Branca. Frances Folsom estudava no Wells College; quando ela voltou para a escola, Cleveland recebeu permissão para se corresponder com ela. Eles logo ficaram noivos.

Em 2 de junho de 1886, Grover Cleveland casou-se com Frances Folsom no Salão Azul da Casa Branca. Ele foi o segundo presidente a casar durante seu mandato (o primeiro foi John Tyler) e até hoje o único a realizar a cerimônia na Casa Branca. Esse casamento foi incomum porque Cleveland era o testamenteiro de Oscar Folsom e havia supervisionado o crescimento de Frances após a morte de seu pai, e o público não demorou a estranhar a situação. Com apenas 21 anos de idade, Frances Cleveland permanece até os dias atuais como a mais jovem primeira dama da história dos Estados Unidos, e o povo logo começou a ser conquistado por sua beleza e personalidade calorosa. Os Cleveland tiveram cinco filhos: Ruth (1891–1904), Esther (1893–1980), Marion (1895–1977), Richard Folsom (1897–1974) e Francis Grover (1903–1995).

### Gabinete

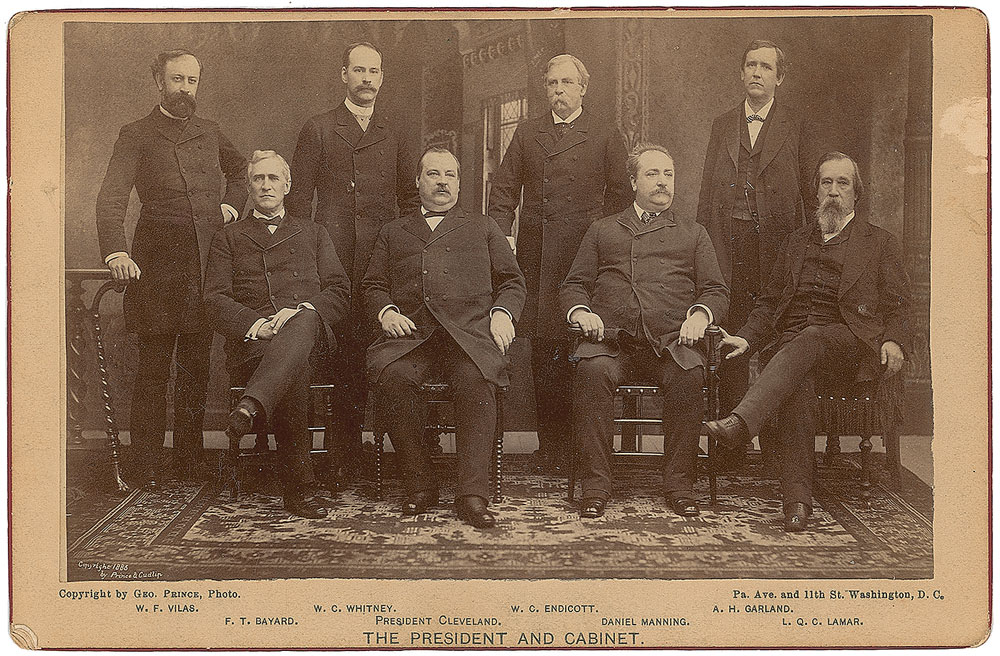
O primeiro gabinete de Cleveland. Em sentido horário: William F. Vilas, William C. Whitney, William C. Endicott, Augustus H. Garland, Lucius Q. C. Lamar, Daniel Manning, Cleveland e Thomas F. Bayard

| Cargo                      | Nome                 | Mandato   |
|                            |                      |           |
| Presidente                 | Grover Cleveland     | 1885–1889 |
| Vice-Presidente            | Thomas A. Hendricks  | 1885      |
|                            | Ninguém              | 1885–1889 |
|                            |                      |           |
| Secretário de Estado       | Thomas F. Bayard     | 1885–1889 |
|                            |                      |           |
| Secretário do Tesouro      | Daniel Manning       | 1885–1887 |
|                            | Charles S. Fairchild | 1887–1889 |
|                            |                      |           |
| Secretário de Guerra       | William C. Endicott  | 1885–1889 |
|                            |                      |           |
| Procurador-Geral           | Augustus H. Garland  | 1885–1889 |
|                            |                      |           |
| Diretor-Geral dos Correios | William F. Vilas     | 1885–1888 |
|                            | Donald M. Dickinson  | 1888–1889 |
|                            |                      |           |
| Secretário da Marinha      | William C. Whitney   | 1885–1889 |
|                            |                      |           |
| Secretário do Interior     | Lucius Q. C. Lamar   | 1885–1888 |
|                            | William F. Vilas     | 1888–1889 |
|                            |                      |           |
| Secretário da Agricultura  | Norman Jay Coleman   | 1889      |

### Nomeações judiciais

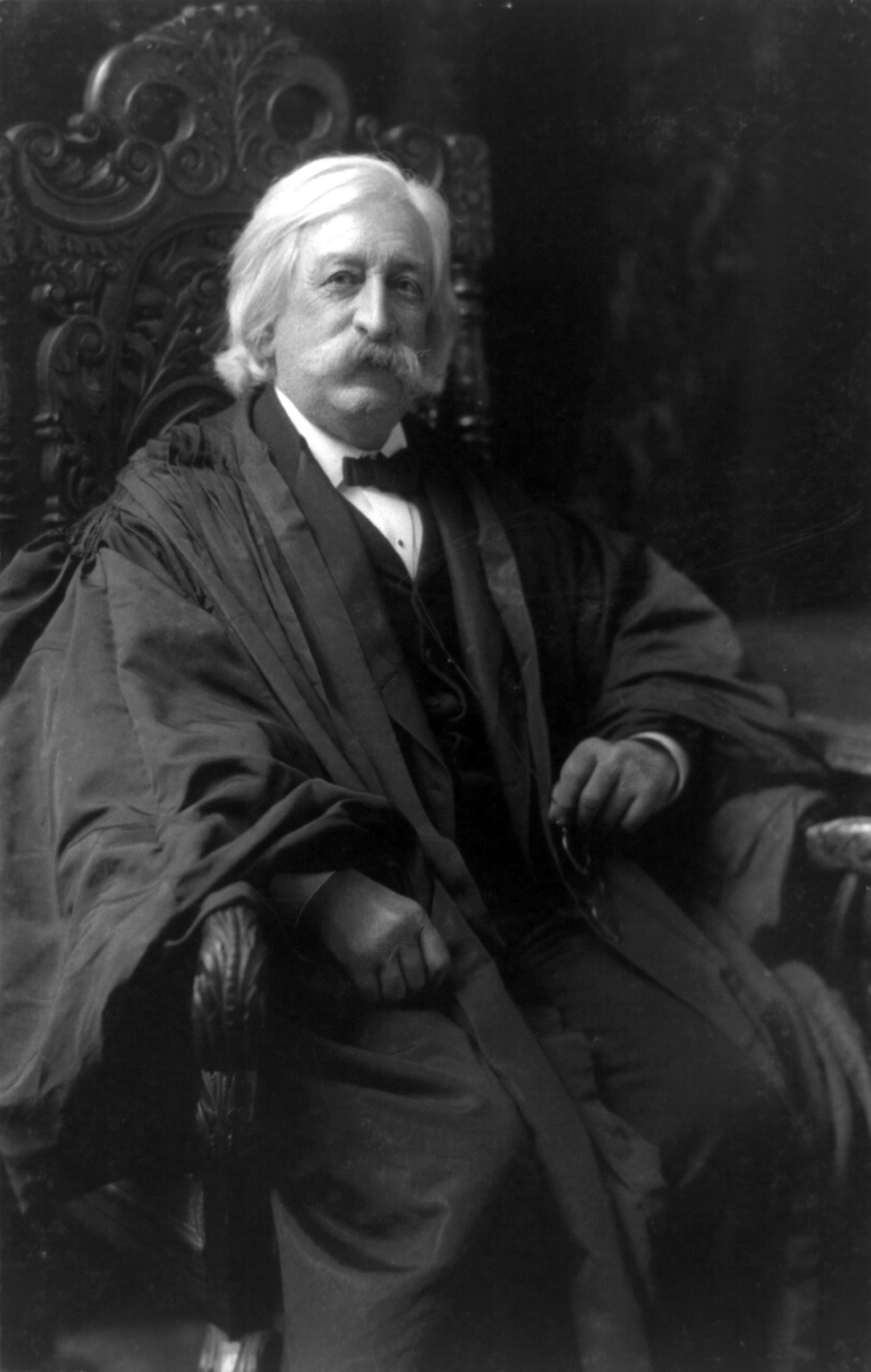
Chefe de Justiça Melville Fuller

#### Suprema Corte
Durante seu primeiro mandato, Cleveland nomeou com sucesso dois juízes para a Suprema Corte dos Estados Unidos. O primeiro foi Lucius Q. C. Lamar, ex-senador do Mississippi que estava servindo como Secretário do Interior no gabinete presidencial. O presidente nomeou Lamar para o cargo do falecido William Burnham Woods no final de 1887. Lamar era bem visto pelo resto do senado, porém, por ter aliado-se aos Estados Confederados na guerra civil duas décadas antes, vários Republicanos votaram contra a nomeação. Ele foi confirmado por uma pequena margem, 32 contra 28.
Morrison Waite, o Chefe de Justiça, morreu alguns meses depois, e Cleveland nomeou para tomar seu lugar Melville Fuller em 30 de abril de 1888. Anteriormente, o presidente havia nomeado Fuller para a Comissão do Serviço Civil, mas ele recusou o cargo por não querer deixar sua firma de advocacia em Chicago. Desta vez Fuller aceitou a nomeação, e o Comitê Judiciário do Senado passou vários meses analisando o candidato. O senado o confirmou com 41 votos a favor e 20 contra.

#### Outros
Cleveland nomeou um total de 45 juízes federais. Além das nomeações para a Suprema Corte, isto incluia dois juízes para o circuito judicial, nove para o tribunal de apelações e trinta para as cortes distritais. Por Cleveland ter servido mandatos antes e depois do congresso ter elimitado os circuitos judiciais em favor do tribunal de apelações, ele foi o primeiro de apenas dois presidentes a nomear juízes para os dois órgãos. O outro, Benjamin Harrison, cumpriu seu mandato enquanto a mudança estava sendo implementada. Dessa forma, todas as nomeações de Cleveland para o circuito judicial ocorreram em seu primeiro mandato, e todos as suas nomeações spara o tribunal de apelações foram durante seu segundo mandato.

## Eleição de 1888 e volta a vida particular

### Derrota para Harrison

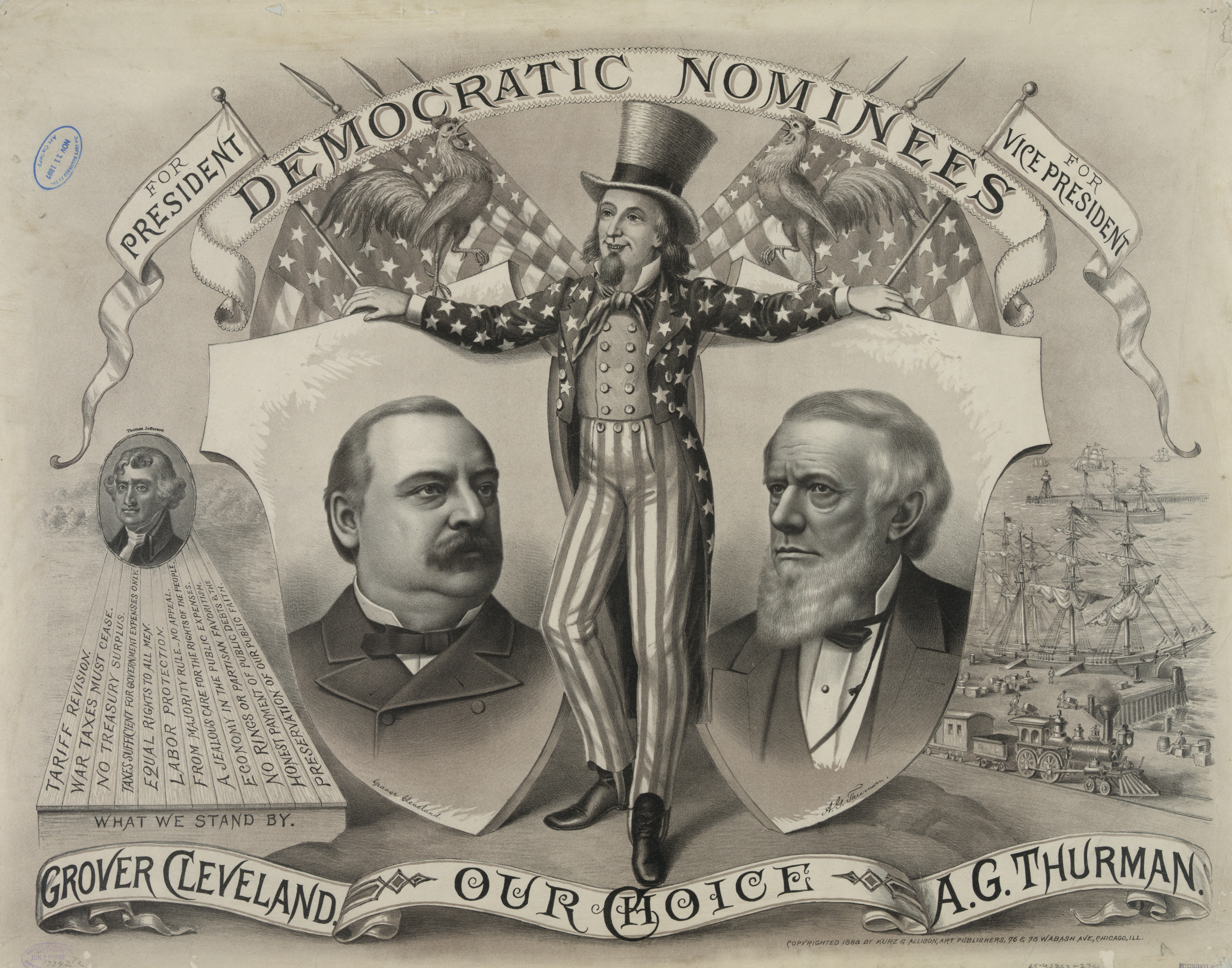
Pôster da campanha Cleveland–Thurman

O debate sobre a redução das taxas alfandegárias continuou até a campanha presidencial de 1888. Os Republicanos indicaram Benjamin Harrison de Indiana para presidente com Levi P. Morton de Nova Iorque como vice-presidente. Cleveland facilmente conseguiu ser indicado novamente como o candidato Democrata durante a convenção em St. Louis. Como o vice-presidente Thomas A. Hendricks havia morrido em 1885, os Democratas escolheram Allen G. Thurman de Ohio como o candidato a vice-presidencial. Os Republicanos focaram sua campanha na questão das taxas, conseguindo o apoio de protecionistas nos importantes e industriais estados do norte. Além disso, os Democratas de Nova Iorque estavam divididos sobre a candidatura de David B. Hill como governador, enfraquecendo o apoio de Cleveland no estado.
Em 1884, a eleição se focou nos swing states de Nova Iorque, Nova Jérsei, Connecticut e Indiana. Diferentemente daquele ano, quando Cleveland venceu nos quatro estados, em 1888 ele venceu em apenas dois, perdendo em Nova Iorque por 14 373 votos. Mais notoriamente, os Republicanos venceram em Indiana principalmente por causa de uma fraude. A vitória Republicana naquele estado, onde Cleveland perdeu por apenas 2 348 votos, foi o suficiente para levar Harrison a vitória, apesar dele ter perdido a eleição no voto popular. Cleveland continuou a realizar suas funções de presidente diligentemente até o final de seu mandato, começando a preparar sua volta a vida particular.

### Cidadão comum por quatro anos
Quando Frances Cleveland deixou a Casa Branca, ele disse a um funcionário, "Agora, Jerry, quero que você cuide muito bem dos móveis e ornamentos da casa, pois quero tudo do jeito que está quando voltarmos novamente". Ao ser perguntada quando retornaria, ela respondeu, "Voltaremos daqui a quatro anos". Enquanto isso, a família mudou-se para Nova Iorque onde Cleveland assumiu um emprego na firma de advocacia Bangs, Stetson, Tracy and MacVeigh, uma predecessora da atual Davis Polk & Wardwell. Sua renda não era alta, mas suas tarefas não eram muito lucrativas. Enquanto moravam em Nova Iorque, Ruth, a primeira filha de Grover e Frances, nasceu em 1891.
A administração Harrison trabalhou no Congresso para aprovar a Tarifa McKinley e o Ato Sherman de Compra de Prata, duas políticas que Cleveland deplorava e acreditava serem perigosas para a saúde financeira do país. Inicialmente ele conteve seu ímpeto de criticar seu sucessor, mas em 1891 Cleveland foi a público, discutindo suas preocupações em um carta aberta para um encontro de reformistas em Nova Iorque. A "carta da prata", como ficou conhecida, deu proêminencia novamente ao nome de Cleveland enquanto a eleição de 1892 se aproximava.

## Eleição de 1892

### Indicação Democrata
A posição de Cleveland como ex-presidente e seus pronunciamentos recentes sobre as questões monetárias o tornaram o principal candidato a indicação Democrata. David B. Hill, na época senador por Nova Iorque, era seu principal concorrente. Hill juntou-se às antigas alas antiCleveland do Partido Democrata – defensores da prata, protecionistas e a Tammany Hall – porém foi incapaz de criar uma coalizão grande o bastante para impedir a indicação de Cleveland. Cleveland foi indicado na primeira votação da convenção de Chicago, apesar de uma manobra desesperada de Hill. Para vice-presidente, os Democratas equilibraram a chapa com o defensor da prata Adlai Stevenson I de Illinois. As forças de Cleveland aceitaram a indicação do partido, apesar de preferirem Isaac P. Gray de Indiana. Stevenson, como apoiador do papel moeda e do prata para inflar a moeda e aliviar a pressão econômica nos distritos rurais, equilibrou a chapa liderada por Cleveland, que apoiava o padrão-ouro e a cunhagem de moedas.

### Campanha contra Harrison

Resultados da eleição de 1892

Os Republicanos re-indicaram o presidente Harrison, transformando a eleição de 1892 em uma repetição daquela de quatro anos antes. Ao contrário das turbulentas eleições de 1876, 1884 e 1888, a de 1892 foi, de acordo com o biógrafo Allan Nevins, "a mais limpa, quieta e honrosa na memória da geração pós-guerra", em parte porque Caroline Harrison, a primeira-dama, estava morrendo de tuberculose. Harrison pessoalmente não fez campanha. Após a morte de Caroline em 25 de outubro, duas semanas antes da eleição, Cleveland e todos os outros candidatos pararam de fazer campanha, transformando o dia da eleição em um evento quieto e melancólico para todo o país. A questão das taxas havia beneficiado os Republicanos em 1888, porém revisões deixaram os produtos importados muito caros e os eleitores mudaram de posição. Muitos dos eleitores do oeste, tradicionalmente Republicanos, apoiaram James B. Weaver, o candidato do Partido Populista. Weaver prometeu a Prata Livre, pensões para os veteranos e períodos de trabalho de oito horas diárias. Finalmente, a Tammany Hall apoiou a chapa de seu partido, permitindo que o Partido Democrata Unido ganhasse em Nova Iorque. O resultado final foi uma vitória de Cleveland por uma grande margem tanto no voto popular quanto no colégio eleitoral, e foi sua terceira vitória seguida no voto popular.

## Doença e morte

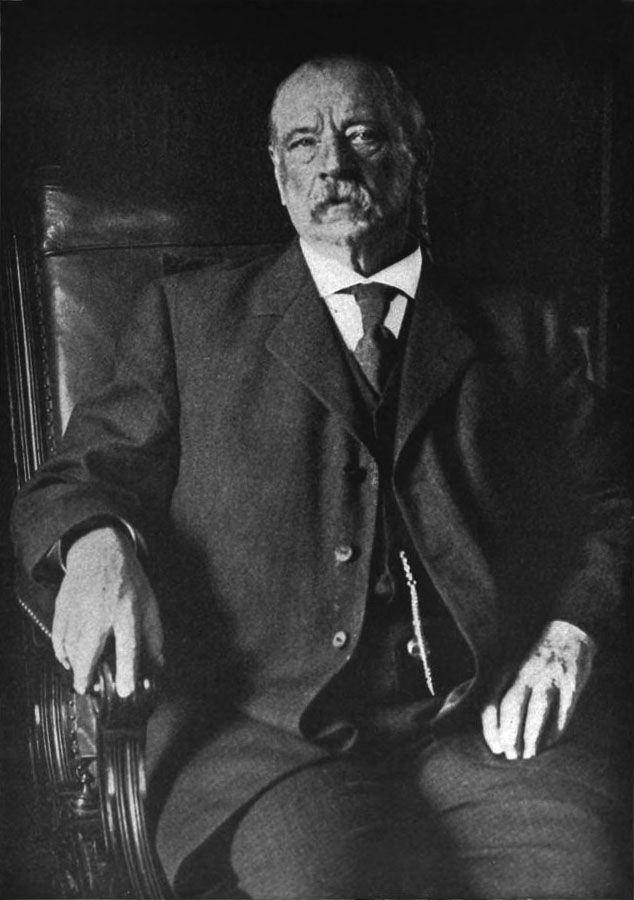
O último retrato de Grover Cleveland.

A saúde de Cleveland estava piorando há vários anos e, no outono de 1907, ele ficou gravemente doente. Em 1908, ele sofreu um ataque cardíaco e morreu em 24 de junho aos 71 anos em sua residência em Princeton. Suas últimas palavras foram: "Eu tentei tanto fazer o que é certo". Ele está enterrado no Cemitério de Princeton da Igreja Presbiteriana de Nassau.

## Homenagens e memoriais
Em seu primeiro mandato, Cleveland procurou uma casa de verão para escapar do calor e dos cheiros de Washington, D.C., perto da capital. Ele secretamente comprou uma casa de fazenda, Oak View (ou Oak Hill), em uma região montanhosa rural do Distrito de Columbia, em 1886, e a remodelou em uma propriedade de verão no estilo Queen Anne. Ele vendeu Oak View ao perder sua candidatura à reeleição em 1888. Não muito tempo depois, o desenvolvimento residencial suburbano alcançou a área, que veio a ser conhecida como Oak View, e depois Cleveland Heights e, por fim, Cleveland Park. Os Clevelands são retratados em murais locais.
Grover Cleveland Hall no Buffalo State College em Buffalo, Nova Iorque, recebeu o nome de Cleveland. Cleveland Hall abriga os escritórios do presidente da faculdade, vice-presidentes e outras funções administrativas e serviços estudantis. Cleveland foi membro do primeiro conselho de diretores da então Buffalo Normal School. A Grover Cleveland Middle School em sua cidade natal, Caldwell, Nova Jérsia, foi nomeada em sua homenagem, assim como a Grover Cleveland High School em Buffalo, Nova Iorque, e as cidades de Cleveland, Mississippi e Clevelândia, no Paraná. O Monte Cleveland, um vulcão no Alasca, também recebeu o nome dele. Em 1895, ele se tornou o primeiro presidente dos EUA filmado.